# Caché derrière
Albums de Laurent Voulzy
Belle-Île-en-Mer 1977-1988
(1989) Avril
(2001)
Singles
1. Paradoxal Système
Sortie : été 1992
2. Carib Islander
Sortie : automne 1992
3. Le rêve du pecheur
Sortie : hiver 1992-1993
4. Le pouvoir des fleurs
Sortie : printemps 1993
5. Le cantique mécanique
Sortie : été 1993
6. Caché derrière
Sortie : automne 1993

Caché derrière est le troisième album de Laurent Voulzy, sorti au milieu de l'année 1992.  Il a connu un grand succès commercial (disque de platine pour 300 000 exemplaires vendus) et a été récompensé aux Victoires de la musique au titre de meilleur album de l'année 1993.
Cet album, qui dure près de 50 minutes, est composé de dix morceaux, dont huit sur des textes d'Alain Souchon – Laurent Voulzy ayant écrit les deux autres. Les musiques sont toutes de Laurent Voulzy, la réalisation et les arrangements sont de Laurent Voulzy et Michel Cœuriot. L'ensemble de l'album a été mixé au studio Davout par Jean-Marc Hauser, Jean Trenchant et Patrice Lazareff.
On notera la participation de Manu Katché à la batterie sur certains titres ainsi qu'une influence celtique sur le premier titre et, de façon plus notable, sur le dernier titre de l'album, Guitare Héraut, qui comporte de la cornemuse synthétique et une brève contribution vocale de l'artiste breton Alan Stivell, ainsi qu'un solo du guitariste Ritchie Blackmore du groupe de rock Deep purple.
Dans la foulée de ce succès, Laurent Voulzy part en tournée dans toute la France, pour donner ce qu'il appelle le Voulzy Tour en 1994.

## Les titres
| No  | Titre                                                                      | Durée |
| --- | -------------------------------------------------------------------------- | ----- |
| 1.  | Caché derrière                                                             | 5:33  |
| 2.  | Bungalow vide                                                              | 4:33  |
| 3.  | Ta plage Beach Boy                                                         | 3:50  |
| 4.  | Never More                                                                 | 4:43  |
| 5.  | Le Cantique mécanique                                                      | 5:45  |
| 6.  | Le Pouvoir des fleurs                                                      | 3:36  |
| 7.  | Le Rêve du pecheur                                                         | 5:02  |
| 8.  | Paradoxal Système                                                          | 4:42  |
| 9.  | Carib Islander                                                             | 4:45  |
| 10. | Guitare héraut (avec la participation d'Alan Stivell et Ritchie Blackmore) | 6:37  |

## Classement
| Classement (1992) | Meilleure place |
| ----------------- | --------------- |
| France (SNEP)     | 9               |